# ガーデンレールウェイズ
ガーデンレールウェイズ(Garden Railways)は庭園鉄道として使われるGスケール鉄道模型専門のアメリカ合衆国の雑誌である。
1980年代にコロラド州デンバーで設立され、後にカルムバック出版（現 カルムバック・メディア）に買収された。カルムバック社が出している他の多くの鉄道雑誌とは異なり、ガーデンレールウェイズは隔月刊である。
この雑誌はメーカーの新製品、ハウツー、読者の庭園鉄道レイアウト紹介を扱っている。

## 歴史
ガーデンレールウェイズ誌は1984年にSidestreet Bannerworksによって創刊した。雑誌は当時、小型のライブスチームを輸入、販売していたSidestreet Bannerの会社のニュースレターから発展した。Marc Horovitzは編集者でBarbara Horovitzは園芸の編集者だった。
ガーデンレールウェイズ (GR)誌の最初の号は白黒だった。文章はタイプライターで作成された。1985年にIBMのコンピュータが導入され、妥当な記事を印刷するためにデイジーホイール印刷機が備えられた。これらの記事は帯状に印刷されて昔ながらの手作業で貼り付けられた。
Petria MacDonnellがGR'のスタッフに加わり、1986年に最初のガーデニングの編集者として業務を開始し、後にChip Rosenblum、Barbara AblerとDon Parkerが引き継いだ。雑誌の初期のころから継続的に記事を執筆してたPeter Jonesは2009年に亡くなるまで記事を執筆し続けた。
雑誌は発行部数が増加し続け、世界中に購読者を持つに至った。1985年8月、ガーデンレールウェイズ誌はデンバー庭園鉄道協会と共にコロラド州デンバーで最初の庭園鉄道コンベンションを後援した。
1986年5月から6月のGRは表紙の字体が雑誌の商標になった人気のあるアーチ型になった。1986年11月から12月号では初めてフルカラーの表紙になった。その後、カラーページは雑誌内でも徐々に増えた。

## 所有者の変遷
1996年にガーデンレールウェイズはウィスコンシン州のカルムバック出版に売却された。Marc Horovitzは編集者として残留したが、以前、雑誌の園芸の編集者だったBarb Horovitzは翌年引退した。彼女は1997年にPat Haywardから引き継ぎ、その後まもなく2009年にNancy Norrisが引き継いだ。1998年に雑誌のプロダクション編集者であるRene Schweitzerが加わった。
カルムバックの所有下で雑誌は発行部数を増やし続け、購読者とページ数の両方が大幅に増えた。執筆者はその分野の世界中から来ている。

## 現在の雑誌
『ガーデンレールウェイズ』は隔月刊である。それぞれの号は趣味に関連する多様な記事で庭園鉄道、ハウツー、景観と園芸、写真ギャラリー、読者の庭園鉄道レイアウト紹介等を扱っている。それぞれの号はメーカーの新製品の情報と大型スケールの列車に関する製品の紹介記事がある。連載されている"庭園鉄道の基本"は初心者向けで;"植物の肖像"は庭園鉄道愛好家を対象とした植物の記事で;"ライジング スチーム"は小型のライブスチーム機関車;"私しか知らないかも"では読者達の失敗談を共有する。